# Отун Кимбая
Защитената територия за флора и фауна „Отун Кимбая“ е разположена в Централните Кордилери, съответно в Андите, намиращи се в Колумбия, департамент Рисаралда.
Характеризира се с растителност, типична за влажните андски гори. Често има мъгла, която покрива върховете и планинските склонове на съседния природен парк Лос Невадос, и придава енигматичност и мистериозност.
В парка могат да се видят разнообразни животински видове, например птичи, пеперудени, и малки бозайнически. Топографията е много вариативна, като по хълмовете расте восъчната палма, а същевременно текат кристални реки.